# OR5K1
OR5K1 (англ. Olfactory receptor family 5 subfamily K member 1) – білок, який кодується однойменним геном, розташованим у людей на короткому плечі 3-ї хромосоми.  Довжина поліпептидного ланцюга білка становить 308 амінокислот, а молекулярна маса — 35 185.
| 10         |  | 20         |  | 30         |  | 40         |  | 50         |
| ---------- |  | ---------- |  | ---------- |  | ---------- |  | ---------- |
| MAEENHTMKN |  | EFILTGFTDH |  | PELKTLLFVV |  | FFAIYLITVV |  | GNISLVALIF |
| THRRLHTPMY |  | IFLGNLALVD |  | SCCACAITPK |  | MLENFFSENK |  | RISLYECAVQ |
| FYFLCTVETA |  | DCFLLAAMAY |  | DRYVAICNPL |  | QYHIMMSKKL |  | CIQMTTGAFI |
| AGNLHSMIHV |  | GLVFRLVFCG |  | SNHINHFYCD |  | ILPLYRLSCV |  | DPYINELVLF |
| IFSGSVQVFT |  | IGSVLISYLY |  | ILLTIFKMKS |  | KEGRAKAFST |  | CASHFLSVSL |
| FYGSLFFMYV |  | RPNLLEEGDK |  | DIPAAILFTI |  | VVPLLNPFIY |  | SLRNREVISV |
| LRKILMKK   |  |            |  |            |  |            |  |            |

A: Аланін

C: Цистеїн

D: Аспарагінова кислота

E: Глутамінова кислота

F: Фенілаланін

G: Гліцин

H: Гістидин

I: Ізолейцин

K: Лізин

L: Лейцин

M: Метіонін

N: Аспарагін

P: Пролін

Q: Глутамін

R: Аргінін

S: Серин

T: Треонін

V: Валін

Кодований геном білок за функціями належить до рецепторів, g-білокспряжених рецепторів, білків внутрішньоклітинного сигналінгу. 
Локалізований у клітинній мембрані, мембрані.